# Harold Himmel Velde
Harold Himmel Velde (* 1. April 1910 bei Parkland, Tazewell County, Illinois; † 1. September 1985 in Sun City, Arizona) war ein US-amerikanischer Politiker. Zwischen 1949 und 1957 vertrat er den Bundesstaat Illinois im US-Repräsentantenhaus.

## Werdegang
Harold Velde besuchte die öffentlichen Schulen seiner Heimat und studierte in den Jahren 1927 bis 1929 an der Bradley University in Peoria sowie danach bis 1931 an der Northwestern University in Evanston. Zwischen 1931 und 1935 war er Lehrer und Leichtathletiktrainer an der Hillsdale Community High School. Nach einem Jurastudium an der University of Illinois und seiner 1937 erfolgten Zulassung als Rechtsanwalt begann er in Pekin in diesem Beruf zu arbeiten. In den Jahren 1942 und 1943 diente er während des Zweiten Weltkriegs im Army Signal Corps. Zwischen 1943 und 1946 arbeitete er beim FBI für die Spionage- und Sabotageabwehr. Von 1946 bis 1949 war er Bezirksrichter im Tazewell County.
Politisch schloss sich Velde der Republikanischen Partei an. Bei den Kongresswahlen des Jahres 1948 wurde er im 18. Wahlbezirk von Illinois in das US-Repräsentantenhaus in Washington, D.C. gewählt, wo er am 3. Januar 1949 die Nachfolge von Edward H. Jenison antrat. Nach drei Wiederwahlen konnte er bis zum 3. Januar 1957 vier Legislaturperioden im Kongress absolvieren. In diese Zeit fielen der Beginn des Kalten Krieges, der Koreakrieg und innenpolitisch der Anfang der Bürgerrechtsbewegung. Von 1953 bis 1955 leitete er das Komitee für unamerikanische Umtriebe.
1956 verzichtete Velde auf eine weitere Kandidatur. Nach dem Ende seiner Zeit im US-Repräsentantenhaus praktizierte er als Anwalt in Urbana und Washington. Im Jahr 1969 wurde er regionaler Berater der General Services Administration in Lansing. Seit 1974 lebte er in Sun City, wo er am 1. September 1985 starb.